# Погодаев, Александр Михайлович
Александр Михайлович Погодаев — российский учёный-металлург.

## Биография
Родился в поселке Ново-Михайловское Северо-Енисейского р-на Красноярского края.
В 1965 году окончил Красноярский институт цветных металлов по специальности «Металлургия цветных металлов». Работал ассистентом на кафедре «Физическая химия и теория металлургических процессов».
В 1971 защитил диссертацию на тему «Физико-химическое исследование систем алюминий — магний — цинк».
С 1972 по 2004 год доцент кафедры.
С 2004 по 2012 год профессор кафедры «Композиционные материалы и физикохимия металлургических процессов». Декан Металлургического факультета (1985—1987 г).
Награждён почетными грамотами Министерством цветной металлургии СССР и Министерством высшего образования Российской Федерации.

## Научная деятельность
Опубликовал 97 научных работ, в том числе семь патентов на изобретения, восемь учебных пособий и монографий.

### Избранные труды
- Лукашенко Э. Е., Погодаев А. М. Сборник примеров и задач по теории процессов цветной металлургии. — М.: Металлургия, 1971. — 174 с.
- Погодаев А. М., Лукашенко Э. Е. Усовершенствование методики измерения поверхностного натяжения и плотности сплавов химически активных металлов // Заводская лаборатория. — 1973. — № 7. — С. 286.
- Погодаев А. М. Физико-химия металлургических систем и процессов (Учебное пособие). — Красноярск: ГАЦМиЗ, 1998. — 96 с.
- Павлов В. Ф., Погодаев А. М., Прошкин А. В., Шабанов В. Ф. Производство теплоизоляционных пеносиликатных материалов. — Новосибирск: Изд-во СО РАН, 1999. — 64 с.
- Погодаева И. А., Погодаев А. М. Основы физической химии и теории металлургических процессов (Учебное пособие). — Красноярск: Поликом, 2002. — 120 с.
- Погодаев А. М., Погодаева И. А. Основы теории пирометаллургических процессов (Учебное пособие). — Красноярск: КГУЦМиЗ, 2004. — 136 с.
- Погодаев А. М., Васильев Ю. В., Кирко В. И. и др. Композиция для получения радиационно-защитного материала (варианты) : Патент № 2263983. Приоритет от 25.11.2003, зарег. 10.11.2005.
- Proshkin A.V., Polyakov P.V., Pogodaev A.M., Pingin V.V., Patrachin I.U. PROPERITY CHANGE OF DRY BARRIER MIXES USED IN A CATHODE OF ALUMINIUM REDUCTION CELLS // Light Metals. — 2007. — P. 833—838
- Погодаев А. М., Погодаева И. А. Теории пирометаллургических процессов (Сборник задач). — Красноярск: СФУ, 2007. — 68 с.
- Погодаев А. М., Прошкин А. В., Поляков П. В. и др. Процессы в катодах Алюминиевого электролизера. — Красноярск: СФУ, 2009. — 102 с.
- Иванов В. В., Павлов В. Ф., Погодаев А. М. Экологически чистая технология комплексной переработки золошлаковых отходов электростанций. — Рязань: НП «Голос губернии», 2014. — Ч. 1. — 320 с. — Ч. 2. − 328 с.